# (4918) Rostropovich
(4918) Rostropovich ist ein Asteroid des Hauptgürtels. Er wurde am 24. August 1974 von der russischen Astronomin Ljudmila Iwanowna Tschernych am Krim-Observatorium in Nautschnyj (IAU-Code 095) entdeckt.
Der Asteroid wurde nach dem russischen Cellisten, Dirigenten, Pianisten, Komponisten und Humanisten Mstislaw Leopoldowitsch Rostropowitsch (1927–2007) benannt, der als einer der bedeutendsten Cellisten der Geschichte gilt.